# Гайавата (ледник)
Гайавата — ледник на севере Гренландии. Картирован в 1922 датским полярным исследователем Кохом Лауге.

## Кратер

Предполагаемый внешний вид кратера

В 2018 году появились сообщения об обнаружении под ледяным щитом (мощностью до 930 м) ударного кратера примерно 31 км в диаметре.
Прямое исследование кратера, полностью скрытого льдом, затруднено, но недавно исследовавших кратер шведские и датские учёные независимо друг от друга установили, что возраст кратера равен 58 млн лет.